# Bunkry w Borach Dolnośląskich

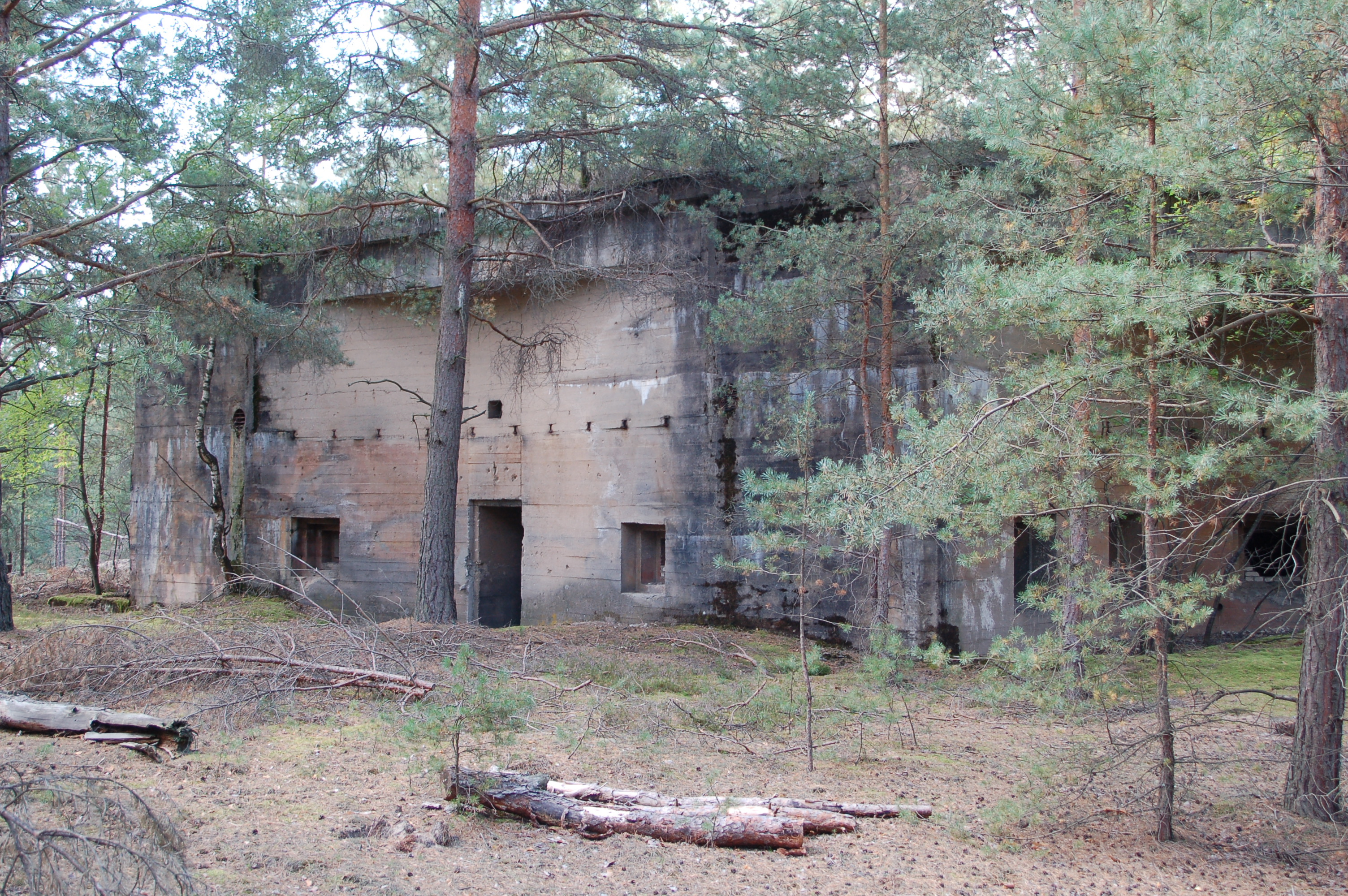
Jeden z poniemieckich bunkrów na terenie poligonu wojskowego w Borach Dolnośląskich

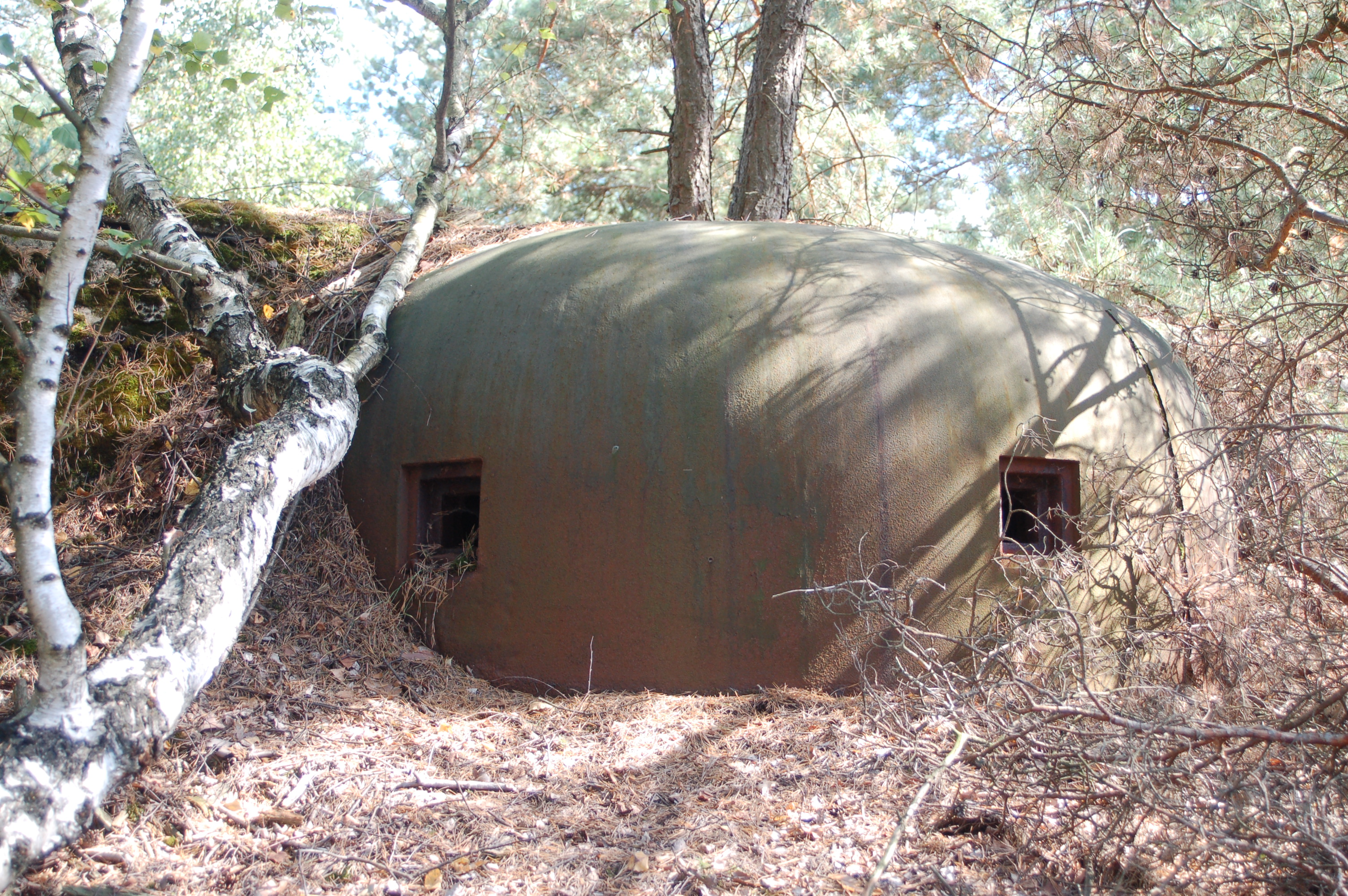
Kopuła poniemieckiego bunkra ćwiczebnego w rejonie Pstrąża

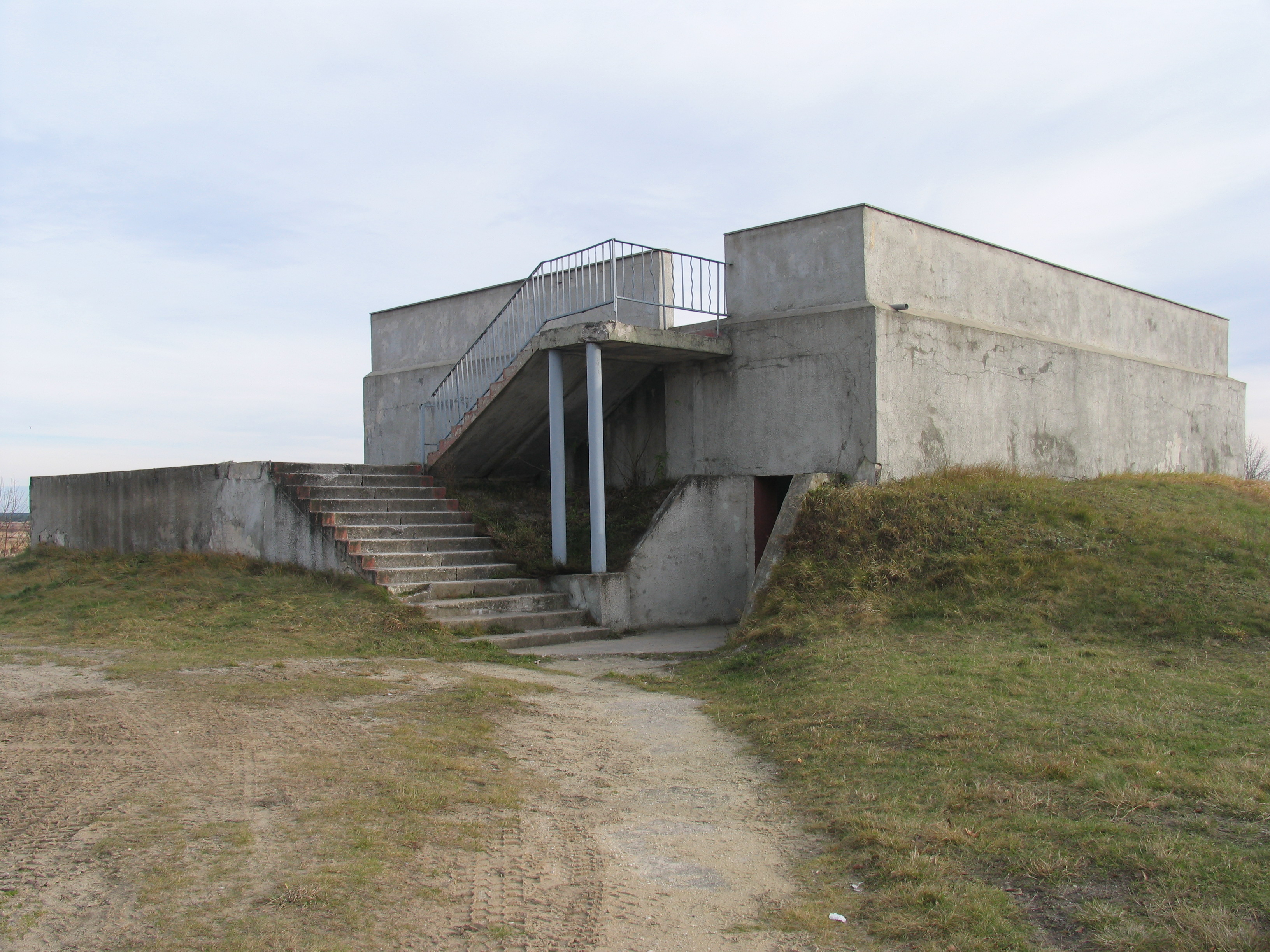
Poniemiecki trzykondygnacyjny bunkier obserwacyjny na Wzgórzu Artyleryjskim

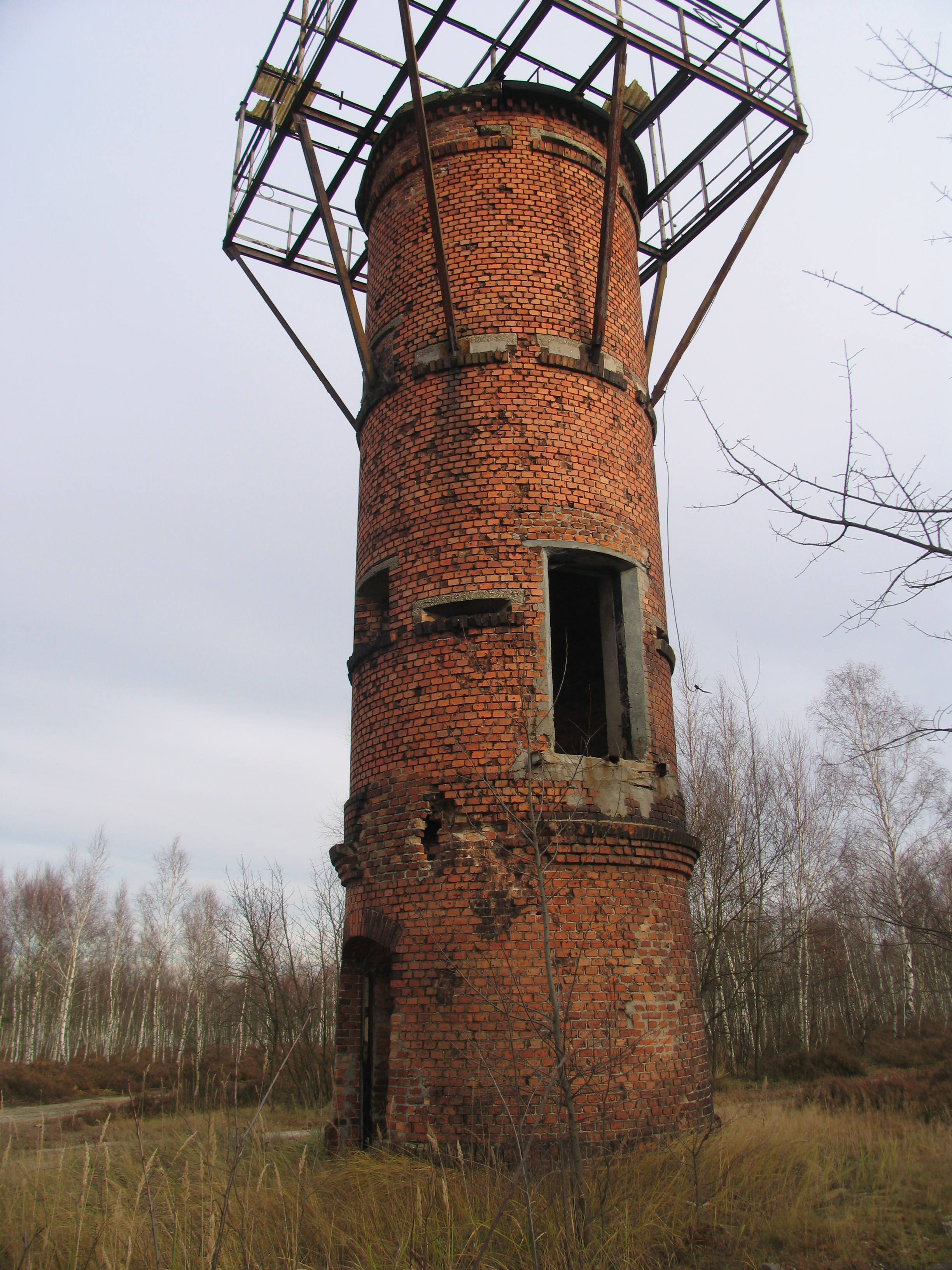
Poniemiecka wieża obserwacyjna na poligonie w Borach Dolnośląskich

Bunkry w Borach Dolnośląskich – zespół poniemieckich bunkrów ćwiczebnych wzniesionych w latach 1933–1939 w środkowej części Borów Dolnośląskich, w granicach nadal czynnego poligonu wojskowego. Bunkry są zlokalizowane zasadniczo w dwóch zgrupowaniach, tj.:
- w rejonie Borowego Zdroju (niem. Koberbrunn),
- w rejonie Pstrąża (niem. Strans lub Neuhammer Ost)[2].

Obiekty pod Borowym Zdrojem charakteryzują się posiadaniem jedynie szczelin obserwacyjnych, natomiast pod Pstrążem wyróżniamy część bunkrów ze szczelinami obserwacyjnymi oraz wyjątkowe zgrupowanie z otworami i kopułami strzelniczymi. 
Bunkry te nie zostały dotąd zinwentaryzowane i dokładnie poznane. Ich liczbę szacuje się na ok. kilkadziesiąt. Część z nich oficjalnie odkryto dopiero w 2010. Wszystkie są obiektami naziemnymi o zróżnicowanej konstrukcji i rzucie poziomym. Na ich tle wyróżnia się trzykondygnacyjny bunkier obserwacyjny na Wzgórzu Artyleryjskim. 
Na terenie przedmiotowego poligonu w sąsiedztwie bunkrów występuje także kilka wież ze szczelinami obserwacyjnymi, jedna wzniesiona z cegły jeszcze przed I wojną światową, pozostałe o konstrukcji betonowej.

## Literatura
- Boryna M., Tajemnice Szprotawy i okolic, Szprotawa 2001 (ISBN 83-913508-1-9)
- Boryna M., Wały Śląskie. Tajemnice dawnych granic, Szprotawa 2011 (ISBN 978-83-930137-1-5)
- Boryna M., Dawne życie mieszkańców Borów Dolnośląskich, Szprotawa 2013 (ISBN 978-83-930137-4-6)
- Chłopek W., Świętoszów. Dzieje wsi, poligonu i obozów, Żagań 1993
- Chłopek W., Świętoszów wczoraj i dziś, Żagań 1999
- Boryna M., Obiekty ochronne byłego lotniska wojskowego w Szprotawie, Towarzystwo Bory Dolnośląskie im. Klausa Haenscha 2016